# 羽山横穴
羽山横穴（はやまよこあな）は、福島県南相馬市原町区中太田にある横穴古墳（横穴墓)。彩色壁画を有することで知られる。1974年12月23日国の史跡に指定された。

## 概要
太田川の北側の丘陵傾斜面に立地する、数十基から成る横穴群の一つで、1973年宅地造成中に偶然発見された。
全長は8.32ｍを測り、前庭部長3ｍ、羨道長1.9ｍ、玄室は方形プランを呈し、奥壁幅2.79ｍ、側壁長2.9ｍ前後を示す。
奥壁には酸化鉄で描いた人物・馬・鋸歯状文・縦長の長方形文、さらに白色粘土を塗り、その上に赤彩斑点をあしらった白鹿、5本の紅白線で連結した渦巻文、赤彩の鹿などが認められている。奥壁と天井には赤白250以上の珠文も描かれている。
遺物は金銅装大刀・刀子・青銅釧・ガラス小玉・轡・辻金具・鉸具・須恵器などが出土し、これから築造年代は7世紀初頭と推定される。
以前は４月・５月・９月・10 月の年４回、各４時間程度の一般公開日が設けられていたが、東日本大震災発生以降は上位期間や研究機関の見学依頼を除く一般公開は中止されている。また原寸大レプリカと出土遺物が南相馬市博物館に常設展示されている。

## 関連事項
- 日本の古墳一覧#福島県
- 北海道・東北地方の史跡一覧
- 装飾古墳